# Абдул-Хаким Шишани
Руста́м Магоме́дович Ажи́ев, по российскому паспорту Руслан Магомедович Ажиев (род. 12 апреля 1981, Пригородное, Грозненский район, ЧИАССР) — один из амиров (лидеров) чеченских моджахедов на территории Сирии — сооснователь и 1-й амир джамаата «Аджнад аль-Кавказ» (2013—2019). Ветеран Второй российско-чеченской войны — командовал Центральным фронтом армии Ичкерии. С 2013 года участвовал в гражданской войне в Сирии на стороне сирийской оппозиции против правительства Башара Асада. Получил известность под именем Абдулхаким Шишани (араб. عبد الحكيم الشيشاني, Абдулхаким Чеченский‎).
С 15 октября 2022 года возглавил чеченских добровольцев, участвующих в российско-украинской войне на стороне Украины. Заместитель Верховного Главнокомандующего Вооружёнными силами Чеченской Республики Ичкерия (с 15 октября 2022). Полковник ВС ЧРИ (с 24 октября 2022). Заместитель министра обороны ЧРИ (с 24 октября 2022). Начальник управления военной разведки ЧРИ (с 24 октября 2022).

## Биография

### Происхождение
Рустам (Руслан) Ажиев родился 12 апреля 1981 года в селе Пригородное Грозненского района Чечено-Ингушской АССР. По национальности — чеченец из тайпа мулкой.

### Личная жизнь, семья, спорт
После учебы в школе поступил в педагогический институт, но из-за начала войны не смог продолжить обучение. Женат. Отец многодетной семьи. Является неоднократным победителем Юга России по вольной борьбе, а также мастером спорта по вольной борьбе. Его родной брат Анзор звезда польского ММА. Самый младший из братьев Мансур тоже является профессиональным спортсменом, бойцом смешанных единоборств.

### Вторая российско-чеченская война
В период Второй российско-чеченской войны, с 2000 года по 2009 год, был активным участником чеченского сопротивления. С 2000-х годов он находился в группе Рустама Басаева (псевдоним — амир Абубакар), который возглавлял Центральный фронт Вооруженных сил Чеченской Республики Ичкерия и погиб 24 августа 2007 года. После чего он возглавил Центральный фронт в структуре ЧРИ, а после провозглашения «Имарата Кавказ» утвердился в этой должности в структуре чеченского отделения данной террористической организации. В 2009 году в ходе боёв с российскими войсками получил тяжёлые ранения, в том числе лишился трёх пальцев и повредил глаз. В том же году уехал на лечение в Турцию и проживал там до начала 2013 года. Объявлен в федеральный розыск на территории России и включён в российский перечень террористов и экстремистов.

### Гражданская война в Сирии
По словам самого Ажиева, после неудачных попыток вернуться в Чечню он решил принять участие в гражданской войне в Сирии, чтобы помочь местным суннитам в их восстании против рафидитского режима Башара Асада. В начале 2013 года он отправился в Сирию для участия в боевых действиях против правительственной армии на стороне сирийской оппозиции, возглавляемой суннитами. Он сформировал группу «Аджнад аль-Кавказ», большую часть которой составляют закалённые в боях чеченцы, в том числе участники второй российско-чеченской войны. Позже к ним присоединились сотни других чеченцев из Турции и стран Европы. Взял псевдоним «Абдулхаким Шишани» («Абдулхаким Чеченский»). Его отряд в основном дислоцировался в провинциях Латакия и Идлиб, действовал как самостоятельный джамаат и не принимал участия в междоусобицах суннитских повстанческих групп сирийской оппозиции. Ажиев неоднократно ездил в Турцию для сбора средств на нужды Аджнад аль-Кавказ. В апреле 2015 года руководил наступлением на город Аль-Мастума в провинции Идлиб. В 2015 году рассматривался северокавказскими боевиками как один из главных кандидатов на пост верховного амира группировки «Имарат Кавказ».

### Жизнь в Турции
20 августа 2021 года в Стамбуле Ажиев принял участие в нападении на уроженца Чеченской Республики, бывшего сотрудника российских правоохранительных органов. По данным российских источников, участники нападения, угрожая убить жену и ребенка, вынудили его записать видеообращение с критикой в адрес пророссийского руководства Чеченской Республики. Однако представители Ажиева опровергли информацию о том, что угрожали убить его жену и ребенка. Он участвовал и в других нападениях на прибывших в Турцию пророссийских силовиков чеченского происхождения. В октябре 2021 года в Турции были арестованы четыре российских гражданина, а также гражданин Украины и гражданин Узбекистана, которых обвинили в подготовке убийства Рустама Ажиева. По данным Национальной разведывательной организации Турции, эту агентурную сеть возглавлял Бислан Расаев, который выполнял приказы Адама Делимханова и Казбека Дукузова. Последний обвинялся в убийстве Пола Хлебникова в 2004 году. Имеются сведения, что турецкие власти хотели объявить Делимханова в международный розыск. Однако из-за полного отсутствия оснований о причастности Делимханова к задержанным этого не произошло.

### Вторжение России на Украину (2022)
В марте 2022 года сообщалось, что Ажиев может находиться на территории Украины и воюет на стороне ВСУ против российских войск. Однако, согласно официальным источникам, он прибыл в Украину только 10 октября 2022 года во главе своей группы и вступил в созданный Ахмедом Закаевым Отдельный батальон особого назначения Министерства обороны Чеченской республики Ичкерия, который сражается на стороне украинской армии против России. Группа Ажиева стала частью этого подразделения.
Через несколько дней после своего приезда в Украину 15 октября 2022 года Ажиев встретился с руководством и должностными лицами Чеченской Республики Ичкерия (в изгнании), главой Государственного комитета по де-оккупации ЧРИ Ахмедом Закаевым. В ходе заседания Закаев издал указ о назначении Ажиева заместителем исполняющего обязанности Верховного Главнокомандующего Вооружёнными силами Чеченской Республики Ичкерия, а также присвоил ему воинское звание полковника. Таким образом, Рустам Ажиев возглавил командование Вооружённых сил Чеченской Республики Ичкерия в составе Вооружённых сил Украины.
24 октября 2022 года назначен заместителем министра обороны и начальником управления военной разведки ЧРИ.